# Louis Le Roy
Pour l’article ayant un titre homophone, voir Louis Leroy.
Pour les articles homonymes, voir Le Roy.
Loys Le Roy dit "de Coutances", en latin Ludovicus Regius, né à Coutances vers 1510 et mort à Paris en 1577, est un humaniste et écrivain français.

## Biographie
Il naît près de Coutances vers 1510 où il commence ses études sous la protection de l'évêque de ce diocèse. Il poursuit sa formation au Collège de France — alors nommé Collège Royal — où il a pour maître Danès, Jacques Toussain et Guillaume Budé.
Leroy visita plusieurs pays de l’Europe pour compléter son instruction, puis publia des traductions qui le firent avantageusement connaître, obtint un emploi auprès du chancelier, et enfin devint professeur de grec au Collège de France en 1572.
Cet homme fort instruit et bon écrivain a contribué à donner du nombre et de l’harmonie à la prose. Par son humeur hautaine et par son caractère sarcastique, il s'est fait beaucoup d’ennemis, dont Joachim du Bellay qui, dans ses épigrammes, raille son savoir pédantesque.

## Œuvres
Parmi ses ouvrages, outre des traductions de Dialogues de Platon (1558), de discours de Démosthène, de Traités d’Aristote ; etc., on citera :
- Considérations sur l’histoire française et universelle, 1562 ;
- De l’origine et excellence de l’art politique, 1567 ;
- Des troubles et différends advenant entre les hommes pour la diversité des religions, 1567 ;
- Projet ou dessein du Royaume de France pour et représenter en dix livres l’état entier, 1568 ;
- les Monarchiques, 1570 ;
- De l’excellence du gouvernement royal, 1576 ;
- Douze livres de la vicissitude ou variété des choses de l’univers 1576, in-fol.Ouvrage rempli d’anecdotes et de faits curieux.

## Sources
- Pierre Larousse, Grand Dictionnaire universel du XIXe siècle, vol. 10, Paris, Administration du grand Dictionnaire universel, p. 398.
- Enzo Sciacca, Umanesimo e scienza politica nella Francia del XVI secolo. Loys Le Roy, Olschki, Firenze 2007.